# Scanzano (Castellammare di Stabia)
Scanzano è una frazione di Castellammare di Stabia che conta circa 3 000 abitanti.

## Geografia fisica
Scanzano si trova all'inizio della zona collinare di Castellammare. Confina con il comune di Gragnano e con i terzieri di Mezzapietra e Casasana.

## Storia
Recenti studi fanno derivare il nome Scanzano da Scandia, nobile famiglia romana: con il suffisso -anus (ano) in epoca latina si formavano i nomi di poderi dai loro proprietari romani. In questo toponimo sembra che si nasconda il nome di uno dei centurioni romani che coadiuvarono il generale Silla nella distruzione di Stabiae (30 aprile 89 a.C.), e si spartirono il territorio conquistato.
Nel XVI secolo, le frazioni di Scanzano, Privati e Mezzapietra si divisero per alcuni decenni da Castellammare di Stabia dando vita all'"Università" (detto comune dei Terzieri).

## Monumenti e luoghi d'interesse
- Santuario del Sacro Cuore
- Chiesa del Santissimo Salvatore e San Michele

## Economia

### Turismo
Visto la vicinanza del complesso delle Nuove Terme, vi sono numerosi alberghi.

## Infrastrutture e trasporti
La frazione è ubicata all'inizio della Statale Sorrentina e vi transitano solo alcuni autobus urbani.